# Dielocroce modesta
Dielocroce modesta is een insect uit de familie van de Nemopteridae, die tot de orde netvleugeligen (Neuroptera) behoort. 
Dielocroce modesta is voor het eerst wetenschappelijk beschreven door Hölzel in 1975.